# Bertin Tomou
Bertin Tomou (Bafoussam, 8 agosto 1980) è un ex calciatore camerunese, di ruolo attaccante.

## Palmarès

### Club

#### Competizioni internazionali
- AFC Champions League: 1

Pohang Steelers: 1996-1997